# Walter Kölliker

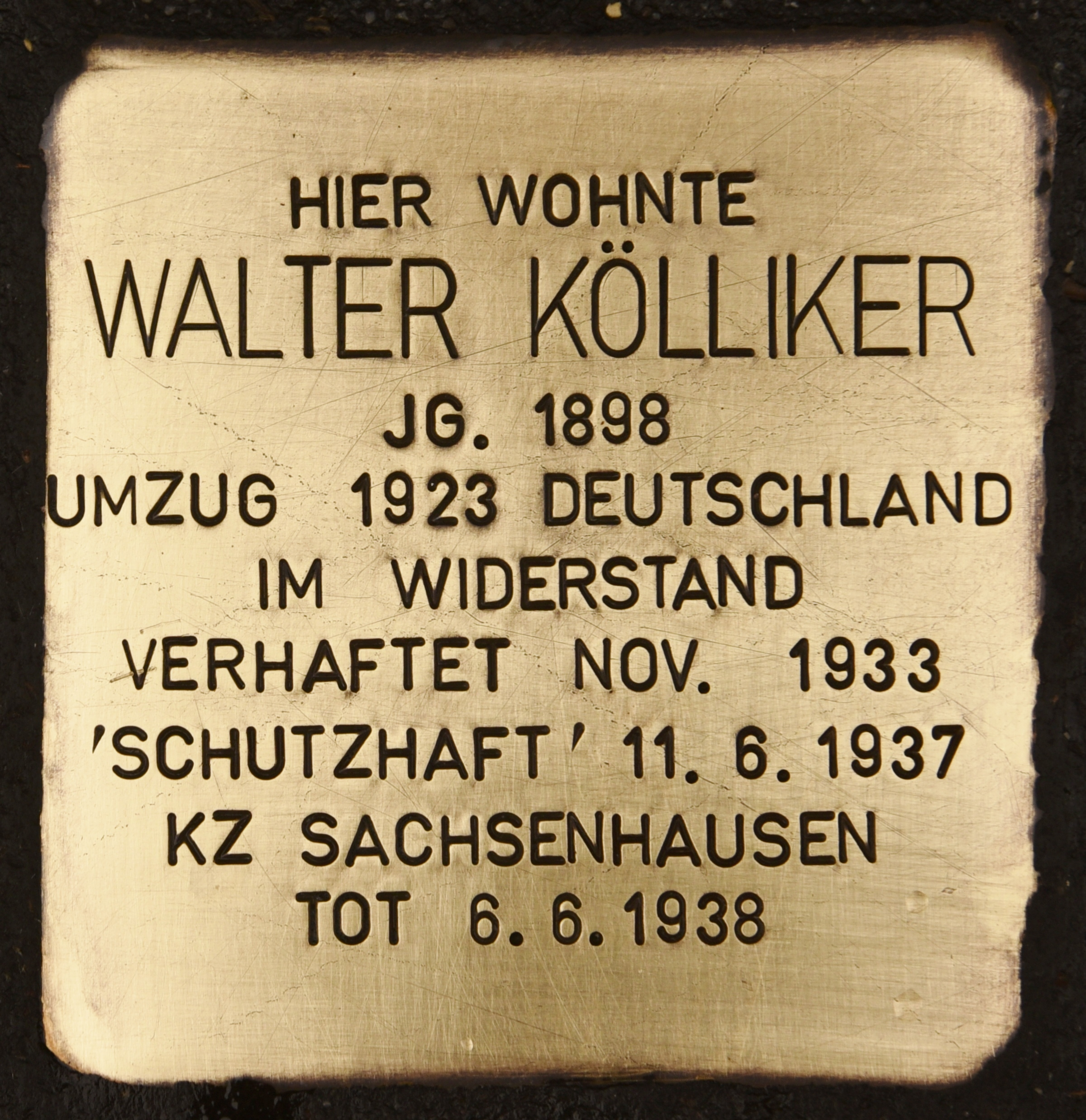
Stolperstein für Walter Kölliker in Zürich

Walter Kölliker (* 1898 in Zürich, Schweiz; † 6. Juni 1938 im KZ Sachsenhausen, Deutsches Reich) war ein schweizerischer Pazifist, der während der nationalsozialistischen Herrschaft als Mitglied der KPD umgebracht wurde.

## Leben
Walter Kölliker wurde 1898 in Zürich geboren und wuchs dort sowie im umliegenden Zollikon und Männedorf auf. Er besuchte in Zürich das Literargymnasium. Bereits während der Gymnasialzeit erwachte in ihm der Wunsch, Pfarrer zu werden. Nach zwei Semestern an der theologischen Fakultät der Universität Genf immatrikulierte er sich Anfang Oktober 1918 an der Universität Zürich. Im Laufe dieses Zürcher Semesters wurde ihm bald klar, dass er sein Leben nicht als Prediger verbringen wollte, sondern das Evangelium leben. Er sah seine Zukunft als werktätiger Mensch und übersiedelte deshalb nach der Exmatrikulation am 23. April 1919 in die Kommune „Alte Vogtei“ in Herrliberg, wo er als Landwirt arbeitete.
Schon zu dieser Zeit fiel er als aktiver Pazifist auf und verweigerte den Militärdienst in der Schweizer Armee, weswegen er zu einer dreiwöchigen Haft im Bezirksgefängnis Meilen verurteilt wurde. Nach einem kurzen Aufenthalt in den Niederlanden zog Kölliker 1923 nach Jessen im heutigen Sachsen-Anhalt. Hier betrieb er mit einem Partner eine eigene Gärtnerei und heiratete Charlotte Erna Bergmann (1905–1944), mit der er zwei Söhne hatte. Er wurde KPD-Bezirksleiter von Ostpreußen, schrieb in Halle Beiträge für kommunistische Tageszeitungen und engagierte sich im antifaschistischen Widerstand. 1930 musste der Betrieb infolge der Weltwirtschaftskrise jedoch Konkurs anmelden. Im selben Jahr gab Kölliker seine Schweizer Staatsbürgerschaft auf und beantragte die deutsche Staatsangehörigkeit, die jedoch 1931 vom Freistaat Preußen abgelehnt wurde.
Im November 1933 wurde er verhaftet, weil sein Gesinnungsgenosse August Lass (1903–2001) sich nach seiner Gefangennahme durch die Gestapo als Lockspitzel anheuern liess und 22 Funktionäre der illegalen KPD verriet. Walter Kölliker wurde zu drei Jahren Gefängnis verurteilt, die er im Gerichtsgefängnis Rhein in Ostpreußen und im Zentralgefängnis Stuhm im Regierungsbezirk Westpreußen verbrachte. Sein Versuch, 1935 die schweizerische Staatsbürgerschaft zurückzuerhalten, scheiterte ebenfalls, nachdem der Chef der Eidgenössischen Fremdenpolizei Heinrich Rothmund dafür plädierte, eine Wiederaufnahme käme nur für «gutbeleumdete und politisch einwandfreie Personen in Frage». Somit wurde Kölliker staatenlos und wurde aus dem Gefängnis in das Konzentrationslager Sachsenhausen deportiert. Er starb dort als «Häftling 1026» am 6. Juni 1938 im 40. Altersjahr.
Bei einer Gedenkveranstaltung in Herrliberg im Jahr 2022 erklärte der anwesende Enkel Timothy Koelliker zum ablehnenden Entscheid des Schweizer Staates zur Wiedereinbürgerung seines Grossvaters: «Sie hätten seinen Tod verhindern können. Sie wussten genau, was eine Rückweisung bedeutete.»